# Paederia farinosa
Paederia farinosa là một loài thực vật có hoa trong họ Thiến thảo. Loài này được (Baker) Puff mô tả khoa học đầu tiên năm 1991.